# Orry-Kelly
Orry-Kelly, właśc. Orry George Kelly (ur. 31 grudnia 1897 w Kiama, zm. 27 lutego 1964 w Los Angeles) – australijski kostiumograf filmowy, pracujący przez całe życie zawodowe w Hollywood. Trzykrotny zdobywca Oscara za najlepsze kostiumy.

## Kariera
Był jedynym synem krawca Williama Kelly’ego, pochodzącego z Wyspy Man, oraz ambitnej Florence, urodzonej w Sydney. W wieku 17 lat rodzice wysłali go do ciotki mieszkającej na przedmieściach Sydney, gdzie Orry miał się kształcić na bankiera. Niestety wpadł w nieciekawe towarzystwo, co przyspieszyło tylko jego decyzję o wyjeździe do Ameryki. W 1922 przypłynął statkiem do Nowego Jorku, gdzie początkowo sprzedawał krawaty i dekorował spektakle teatralne na Broadwayu. W tym czasie był również współlokatorem późniejszego bożyszcza ekranu Cary’ego Granta, z którym łączyło go - jak sam twierdził w swoich pamiętnikach - coś więcej niż tylko przyjaźń.
Od momentu przybycia do Hollywood w 1932 aż do 1944 piastował funkcję głównego kostiumografa w wytwórni filmowej Warner Bros. W tym czasie pracował na planie najgłośniejszych filmów amerykańskiego kina od lat 30. do 60. W jego dorobku były kostiumy do takich klasyków, jak m.in. Ulica szaleństw (1933), Aniołowie o brudnych twarzach (1938), Jezebel (1938), Sokół maltański (1941), Casablanca (1942) czy Arszenik i stare koronki (1944).
Trzykrotny laureat Oscara za najlepsze kostiumy do filmów: Amerykanin w Paryżu (1951) Vincente Minnellego, Roztańczone dziewczyny (1957) George’a Cukora i Pół żartem, pół serio (1959) Billy’ego Wildera. Nominowany był również za film Cyganka (1962) Mervyna LeRoya. Przez dziesięciolecia był najbardziej utytułowanym Oscarami filmowcem z Australii - pod względem liczby tych nagród wyprzedziła go dopiero w 2014 kostiumografka i scenografka Catherine Martin.
Był gejem i alkoholikiem. Zmarł na raka wątroby i został pochowany na cmentarzu Forest Lawn Memorial Park w Los Angeles. W chwili śmierci Orry-Kelly nie posiadał żadnych żyjących krewnych, w związku z czym jego trzy statuetki Oscara trafiły pod opiekę Ann Warner, żony jego przyjaciela i byłego szefa Jacka L. Warnera. Nagrody przeleżały niemal pół wieku w nieopisanym pudełku razem ze szkicami i fotosami hollywoodzkich gwiazd w archiwum wytwórni Warner Bros. Pokazano je po raz pierwszy publicznie w Australii na specjalnej wystawie poświęconej Orry-Kelly’emu w 2015.